# Bimini
Bimini là quận cực tây của Bahamas, quản lý một chuỗi đảo nằm cách thủ đô Nassau khoảng 137 dặm về phía tây tây bắc. Bimini là điểm gần nhất của Bahamas với đất liền của Mỹ, cách thành phố Miami, Floria khoảng 53 dặm về phía đông. Tổng dân cư của chuỗi đảo ước khoảng 1.600 người.

## Địa lý
Bimini gồm ba hòn đảo là Bắc Bimini, Nam Bimini và Đông Bimini, trong đó Đông Bimini là nhỏ nhất. Quận Bimini của Bahamas còn bao gồm bãi ngầm Cay Sal nằm cách các đảo lớn hơn 100 km về phía nam, về mặt địa lý không phải là một phần của chuỗi đảo Bimini. Đảo Bắc Bimini dài khoảng 11 km, rộng khoảng 0,21 km. Trên đảo có khu dân cư chính là Alice Town gồm các cửa hàng bán lẻ, nhà hàng và quán bar nằm dọc theo đường The King's Highway. Đường chính thứ hai ở đảo là đường Queens Road và chạy song song The King's Highway gần hết chiều dài đảo.
Đảo Nam Bimini khá yên tĩnh, có Sân bay Nam Bimini. Trên đảo có một cộng đồng dân cư gọi là Port Royale.
Do Bimini khá gần Miami nên nhiều dân Mỹ ra đảo câu cá bằng thuyền hay thưởng thức cuộc sống về đêm. Lặn biển và lặn với ống thở cũng là những hoạt động thịnh hành.

## Lịch sử
Bimini có một số danh lam được cho là mang tính kỳ bí. Một trong số đó là đường Bimini - một thành tạo bằng đá nằm dưới biển ở gần đảo Bắc Bimini. Cấu trúc này bị đồn là do con người tạo ra. Trong thời kỳ Chính phủ Mỹ cấm rượu, Bimini là thiên đường yêu thích để kinh doanh rượu rum. Hãng hàng không Chalk's International Airlines là công ty duy trì các chuyến bay giữa Miami và Bahamas từ năm 1917, vì thế công ty được coi là tổ chức thân thiết của người dân Bimini. Do phí vận chuyển cao nên hàng hóa trên đảo đắt đỏ; nhiều người địa phương đi máy bay của hãng Chalk's để mua hàng rẻ hơn ở Florida rồi chuyển về Bimini. Ngày 19 tháng 12 năm 2005, chuyến bay 101 của Chalk's gặp tai nạn ở Bimini, giết chết tất cả 18 hành khách và 2 thành viên tổ bay; ít nhất 11 trong số 18 hành khách là người dân Bimini. Ngày 13 tháng 1 năm 2006, khách sạn Compleat Angler (một trong những nơi nổi tiếng nhất Bimini) bị cháy. Quán bar của khách sạn này từng là nơi lui tới yêu thích của nhà văn Hemingway.

### Suối nguồn tuổi trẻ

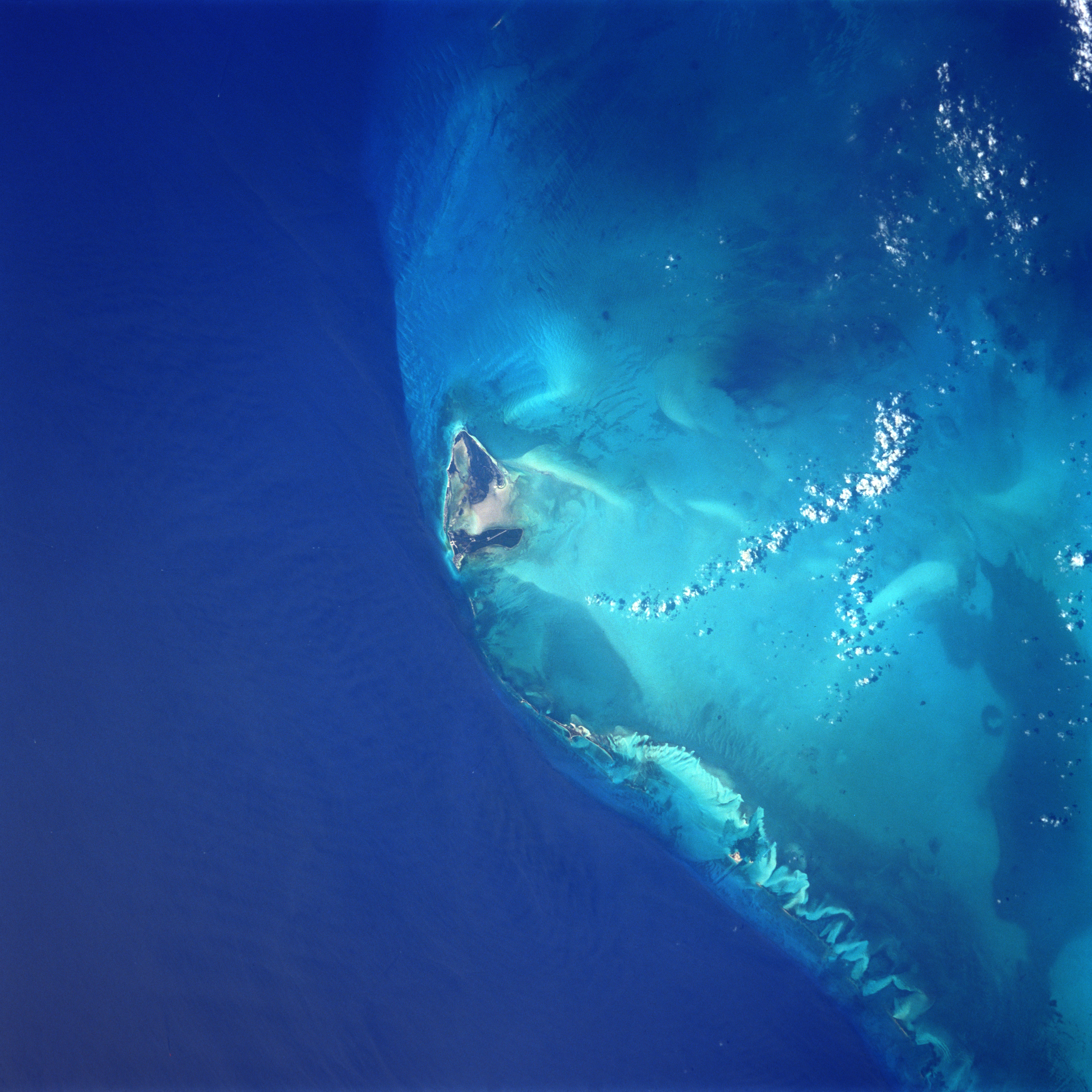
Đảo Bimini khi nhìn từ không gian (tháng 6 năm 1998)

Juan Ponce de León và cuộc tìm kiếm suối nguồn tuổi trẻ có đề cập đến Bimini. Ban đầu, thổ dân Arawak có nói đến một vùng đất gọi là "Beimini" - nơi mà tại đó có suối nguồn tuổi trẻ. Địa điểm này bị hiểu lầm là thuộc Bahamas nhưng thực ra thổ dân muốn nói đến một địa điểm ở vịnh Honduras. Mặc dù chuyến thám hiểm đã đưa chân de Leon đến Floria nhưng lời đồn cho rằng suối nguồn tuổi trẻ nằm ở những ao cạn thuộc đảo Nam Bimini. Ngày nay trên đảo Nam có một giếng nước ngọt nhỏ được đặt bia để kỷ niệm suối nguồn tuổi trẻ, nằm trên con đường dẫn đến sân bay.